# In Your Eyes (Peter Gabriel)
In Your Eyes is een nummer van de Britse artiest Peter Gabriel. Het verscheen op zijn album So uit 1986. Op 2 september van dat jaar werd het uitgebracht als de derde single van het album.

## Achtergrond
"In Your Eyes" is geschreven door Peter Gabriel en geproduceerd door Gabriel, Bill Laswell en Daniel Lanois. Aan het eind zingt Youssou N'Dour een tekst in de West-Afrikaanse taal Wolof. Ook Jim Kerr is te horen; die verzorgde bij eerdere concerten van Gabriel met zijn band Simple Minds regelmatig het voorprogramma. Gabriel was geïnspireerd door een reis naar Barcelona en schreef hier Sagrada (vermoedelijk een verwijzing naar Sagrada Família), dat bedoeld was om op het album So te verschijnen. Dit nummer werd in een vroeg stadium echter geschrapt, alhoewel sommige elementen, waaronder de zanglijn en veranderingen in akkoorden, in In Your Eyes terechtkwamen. De dubbelzinnige tekst was geïnspireerd door een Afrikaanse traditie, waarbij niet duidelijk wordt of het over een romantische liefde of over de mystiekliefde voor God gaat. Gabriel wilde het oorspronkelijk als afsluiting van het album gebruiken, maar vanwege de prominent aanwezige baslijn moest het eerder op de vinylversie van het album verschijnen, zodat de naald voldoende kon vibreren. De eerste compact disc-versie hield die volgorde ook aan, alhoewel deze geluidsdrager het euvel niet kent. Bij latere versies werd In Your Eyes alsnog als slot van het album gebruikt. Het lied opent met Gabriel achter een toetsinstrument waarna drummer Manu Katché invalt met Afrikaanse percussieinstrumenten waaronder de tama. 
In Your Eyes werd niet als single uitgebracht in Europa, maar in de Verenigde Staten verscheen het als de derde single van het album. De videoclip werd regelmatig getoond op de televisiezender MTV. Het bereikte plaats 26 in de Billboard Hot 100, terwijl het in de Mainstream Rock Tracks-lijst een nummer 1-hit werd. Ook in Canada, Nieuw-Zeeland en Australië werd het een hit: het bereikte respectievelijk de plaatsen 29, 50 en 97 in deze landen.
In Your Eyes is prominent gebruikt in de film Say Anything... van Cameron Crowe uit 1989. Lloyd Dobler (John Cusack) brengt in de film een serenade aan zijn ex-vriendin Diane Court (Ione Skye) door het voor haar slaapkamerraam op een gettoblaster af te spelen. Crowe verklaarde daarbij dat de actrice Rosanna Arquette (mede-inspriratiebron volgens Crowe) Peter Gabriel zou hebben overgehaald. Dat ging niet over een nacht ijs; Gabriel wilde eerst de film zien. Hij zag er bij het zien van de filmbeelden vanaf, later bleek dat Crowe hem de film Wired had gezonden. Toen Gabriel de juiste film kreeg toegezonden ging hij alsnog overstag. 
Vanwege de populariteit van de film keerde het terug in de Billboard Hot 100, waarin het tot plaats 41 kwam. In een interview met Rolling Stone vertelde Gabriel over het gebruik in de film:
"Het gaf [het] zeker weten een tweede leven, want nu wordt het zo vaak geparodieerd in comedyshows en het is een van de moderne balkonclichés als in Romeo en Julia. Ik sprak daar met John Cusack over. We zijn samen een soort van gevangen in een minuscuul moment van de moderne cultuur." In oktober 2012 trad Gabriel op in de Hollywood Bowl en liep Cusack het podium op met een gettoblaster toen In Your Eyes ingezet werd.
Gabriel zong In Your Eyes tijdens zijn promotietoer voor So getiteld This way up. Het was ook te horen tijdens een uitzending van Saturday Night Live in 1993 en tijdens Gabriel opnamen in de Rock and Roll Hall of Fame in 2014. Soms werd Gabriel dan weer begeleid door N'Dour. Er zijn covers bekend van de Glee Cast, Darren Hayes, Renée Fleming (klassiek zangeres) en Dianne Reeves.

## NPO Radio 2 Top 2000
| Nummer met noteringen in de NPO Radio 2 Top 2000 | '18  | '19  | '20  | '21  | '22  | '23  | '24  |
| ------------------------------------------------ | ---- | ---- | ---- | ---- | ---- | ---- | ---- |
| In Your Eyes                                     | 1652 | 1601 | 1642 | 1715 | 1575 | 1571 | 1696 |

1. ↑  Een vetgedrukt getal geeft de hoogste notering aan.
2. ↑  2018 was het eerste jaar met een notering voor dit nummer.